# Presidenti del Consiglio regionale dell'Alta Francia
Il presidente del Consiglio regionale dell'Alta Francia è il capo del governo della regione francese dell'Alta Francia e il capo del suo Consiglio regionale.
Con la riforma delle regioni, a partire dal 4 gennaio 2016 ha assunto le funzioni detenute in precedenza dal presidente del Consiglio regionale del Nord-Passo di Calais e Piccardia

## Presidente
| Mandato                    | Presidente | Presidente      | Partito | Partito       |
| -------------------------- | ---------- | --------------- | ------- | ------------- |
| 4 gennaio 2016 - in carica |            | Xavier Bertrand |         | Divers droite |